# Дьяконово (Сергиево-Посадский район)
Дьяконово — деревня в Сергиево-Посадском районе Московской области, в составе муниципального образования Сельское поселение Шеметовское (до 29 ноября 2006 года входила в состав Шабурновского сельского округа).

## Население
| 2002 | 2006 | 2010 |
| ---- | ---- | ---- |
| 3    | →3   | ↘0   |

## География
Дьяконово расположено примерно в 45 км (по шоссе) на северо-запад от Сергиева Посада, в междуречье реки Корешковки (левый приток Дубны)и её безымянного левого притока, высота центра деревни над уровнем моря — 154 м. Деревня связана автобусным сообщением с райцентром и соседними населёнными пунктами. На 2016 год в деревне зарегистрировано 1 садовое товарищество.